# Moving average convergence/divergence

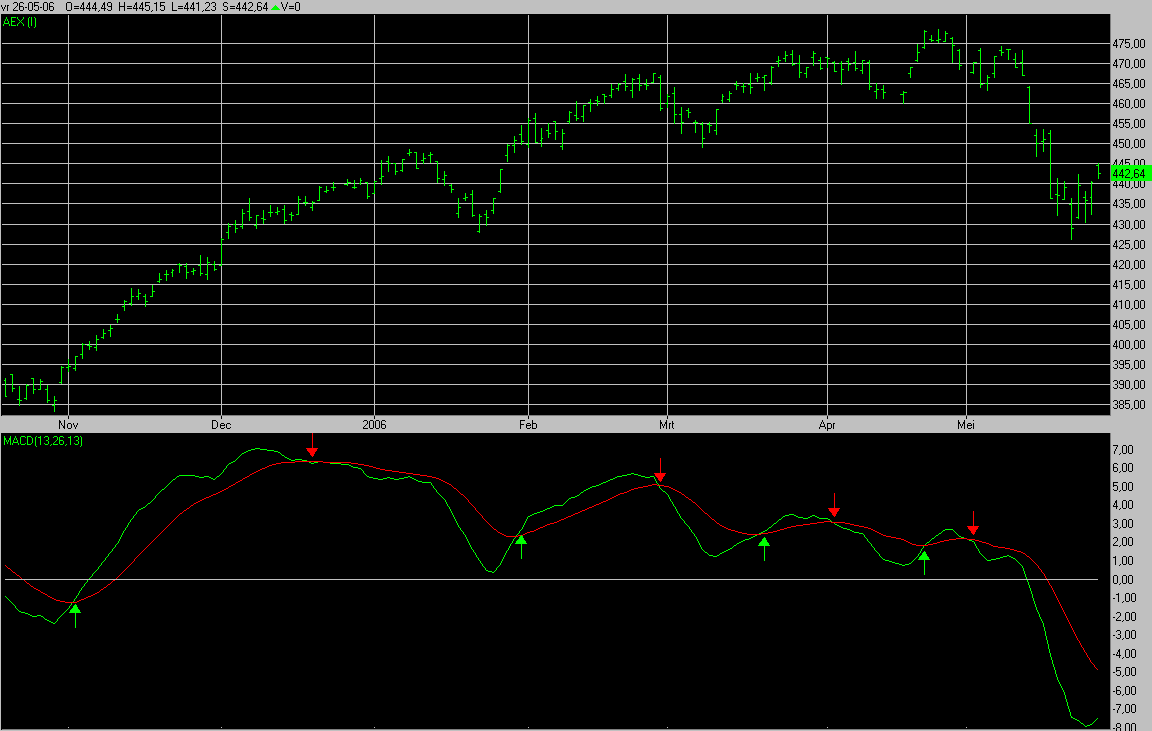
Boven: koers van een aandeel
Onder: koop- en verkoopsignalen op basis van de Moving Average Convergence Divergence

Moving average convergence/divergence (MACD) is een indicator, ontwikkeld door Gerald Appel, die in de technische analyse wordt gebruikt om een trendomkeer in het koersverloop van een aandeel te voorspellen.
De Moving Average Convergence of Divergence (MACD) is het verschil tussen 2 exponentiële Moving Averages (standaardperiodes: 12 en 26 dagen). Door deze groene signaallijn is weer een 12-daagse exponentiële Moving Average getrokken (rode lijn). 
De MACD is vaak bekritiseerd vanwege het inadequaat reageren op marktschommelingen. Sinds de crash van de beurzen in 2000, is MACD geen primaire methodiek van analyse meer binnen veel strategieën, maar eerder een monitoringgereedschap.

## Parameters
- MA periode 1 (standaard 12)
- MA periode 2 (standaard 26)
- MA periode 3 (standaard 9)

## Interpretatie
Het verschil tussen de MACD-lijnen geeft het enthousiasme van de markt weer. Hoe groter het verschil, hoe groter het enthousiasme (positief of negatief). Wanneer de MACD-lijnen naar elkaar toe komen, is een trendomkeer nabij. 
Ook wanneer de MACD en koersgrafiek een verschillende richting hebben, is dat een indicatie dat de trend wordt doorbroken. 
Een kruising van de groene door de rode in opwaartse richting is een koopsignaal, in neerwaartse richting een verkoopsignaal. Wanneer het signaal gepaard gaat met een stijgende MACD onder de nullijn dan kan dit de voorbode zijn van een sterke stijging van de koers van het aandeel. De doorbraak door de nullijn is hier een bevestiging van. Het omgekeerde geldt aan de vooravond van een sterke daling van koers met als bevestiging een neerwaartse doorbraak door de nullijn.

## Aan/verkoopsignalen
Een kruising van de MACD-lijnen wordt als een koop- of verkoopsignaal gezien. 

## Berekening
De berekening van de MACD verloopt als volgt:
- MA1 = Exponentiële Moving Average op basis van slotkoersen, over periode X, is standaard 12 dagen
- MA2 = Exponentiële Moving Average op basis van slotkoersen, over periode X, is standaard 26 dagen

Bereken het verschil van deze Moving Averages: 
- MACD1 = MA1 - MA2

Neem nu opnieuw een Moving Average van deze waarde: 
- MACD2 = Exponentiële Moving Average berekend uit (MACD1) op basis van de laatste X-waardes, standaard 9.